# Кведа Месхеті
Кведа Месхеті (груз. დერჩი) — село в Грузії.
За даними перепису населення 2014 року в селі проживає 1074 особи.